# بنو علی (یمن)
 بنو علی  (در عربی:  بَنو علی )
نام روستایی است در دهستان بیت العِمّاد از توابع استان اِب در کشور یمن در شبه جزیره عربستان.

## جمعیت
جمعیت آن (۴۴ ) نفر (۴ خانوار) می‌باشد.